# Lycogala
Lycogala is een geslacht van slijmzwammen uit de familie Reticulariidae. De typesoort is Lycogala epidendrum.

## Soorten
Volgens Index Fungorum bevat het geslacht acht soorten (peildatum november 2023):
| Soortnaam                             | Auteur(s)              | Publicatiejaar |
| ------------------------------------- | ---------------------- | -------------- |
| Lycogala confusum                     | Nann.-Bremek. ex Ing   | 1999           |
| Lycogala conicum (Dwergboomwrat)      | Pers.                  | 1801           |
| Lycogala epidendrum (Gewone boomwrat) | (J.C. Buxb. ex L.) Fr. | 1829           |
| Lycogala exiguum (Kleine boomwrat)    | Morgan                 | 1893           |
| Lycogala flavofuscum (Reuzenboomwrat) | (Ehrenb.) Rostaf.      | 1874           |
| Lycogala fuscoviolaceum               | Onsberg                | 1972           |
| Lycogala parietinum                   | Fr.                    | 1829           |
| Lycogala terrestre                    | Fr.                    | 1817           |